# János Kiss
János Kiss, madžarski feldmaršal, * 1883, † 1944.